# Mariinskipaleis (Kiev)

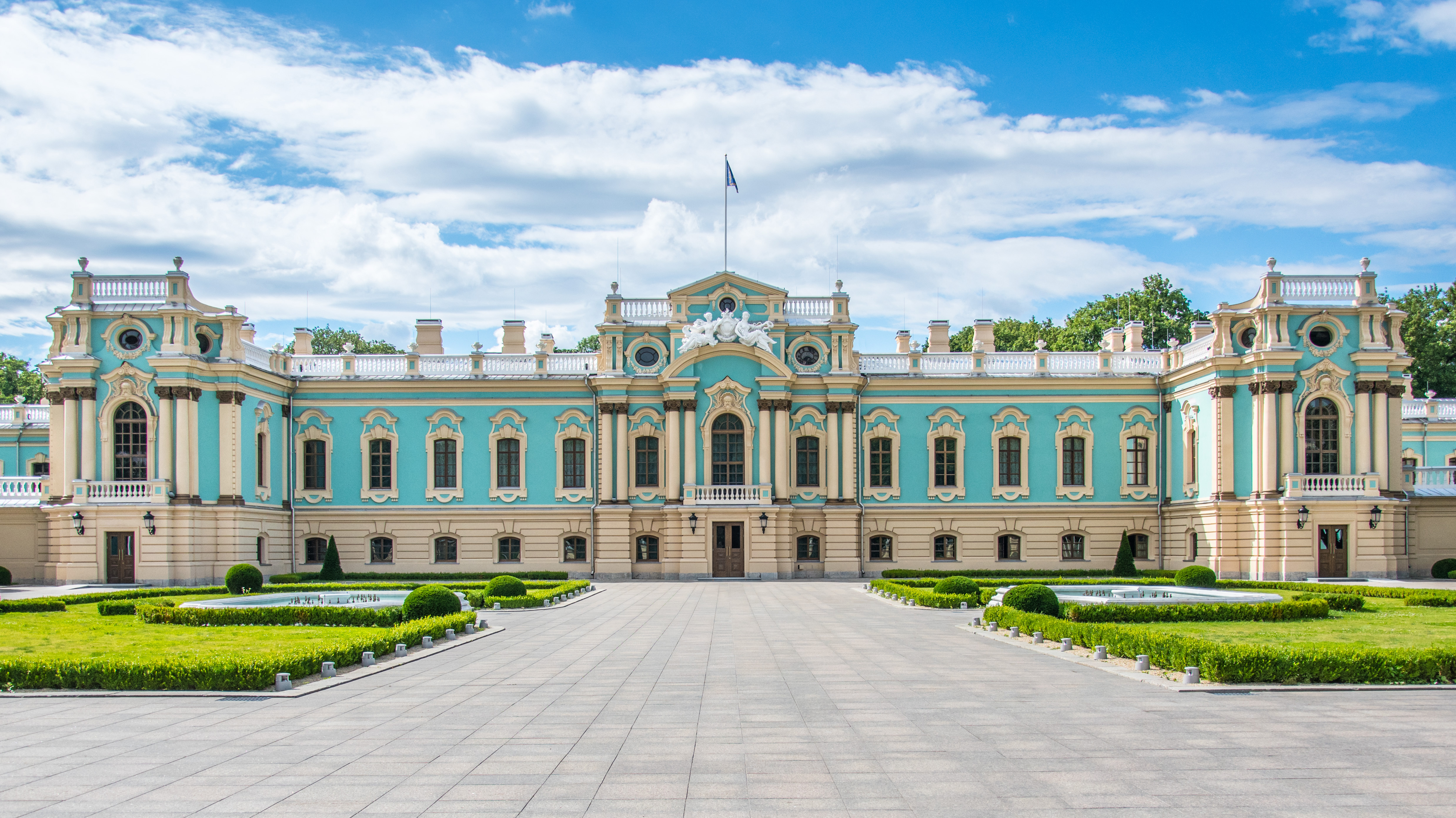
Het Mariinskipaleis

Het Mariinskipaleis (Oekraïens: Маріїнський палац, Marijinski palats, Russisch: Мариинский дворец, Mariinski dvorets) is een barokpaleis in Kiev, aan de oever van de Dnjepr. Het is de officiële, ceremoniële residentie van de president van Oekraïne en ligt naast de gebouwen van het Verchovna Rada.

## Geschiedenis
In 1744 gaf de tsarina Elisabeth I van Rusland opdracht voor de bouw van een paleis, dat ontworpen moest worden door haar favoriete architect, de Italiaan Bartolomeo Rastrelli. De bouw werd pas in 1752 voltooid. De tsarina zelf leefde echter niet lang genoeg om het voltooide paleis te kunnen zien. De eerste vorstin die in het paleis verbleef, was tsarina Catharina II. Zij bezocht Kiev in 1787 en bewoonde het paleis drie maanden, die in het teken stonden van bals en banketten. Aan het eind van de achttiende en het begin van de negentiende eeuw werd het paleis voornamelijk gebruikt als hoofdresidentie van gouverneurs-generaal.
Aan het begin van de negentiende eeuw had het paleis te kampen met verwoestende branden. In 1812 brandde de rechtervleugel weg en in 1819 verwoestte een brand de tweede etage. Pas in 1834 begonnen de herstelwerkzaamheden. In 1868 gaf tsaar Alexander II de opdracht het paleis in zijn oude glorie te herstellen aan de hand van oude tekeningen en aquarellen. Tsarina Maria Alexandrovna doneerde geld voor de heropbouw en op haar verzoek werd er een groot park aangelegd ten zuiden van het paleis. Het park kreeg de naam Mariinski, ter ere van de tsarina, maar later werd het hele paleis zo genoemd. Het Mariinskipaleis werd vervolgens tot 1917 gebruikt als residentie voor gasten van de keizerlijke familie.
Tijdens de Russische Burgeroorlog van 1918 tot 1921 werd het paleis gebruikt als militair hoofdkwartier. In de jaren twintig behoorde het gebouw toe aan een landbouwschool. Later werd het een museum. Het paleis raakte ernstig beschadigd tijdens de Tweede Wereldoorlog en werd aan het eind van de jaren veertig gerestaureerd. Een andere grote restauratie werd voltooid in het begin van de jaren tachtig.